# Bedos de Celles
Bedos de Celles, född 1714 i Caux, död 1797, var en av de skickligaste orgelbyggarna i världen. Celles gav ut verket L'art du facteur d'orgues. Han var även benediktinermunk.

## Orgelbyggnader under 1700-talet

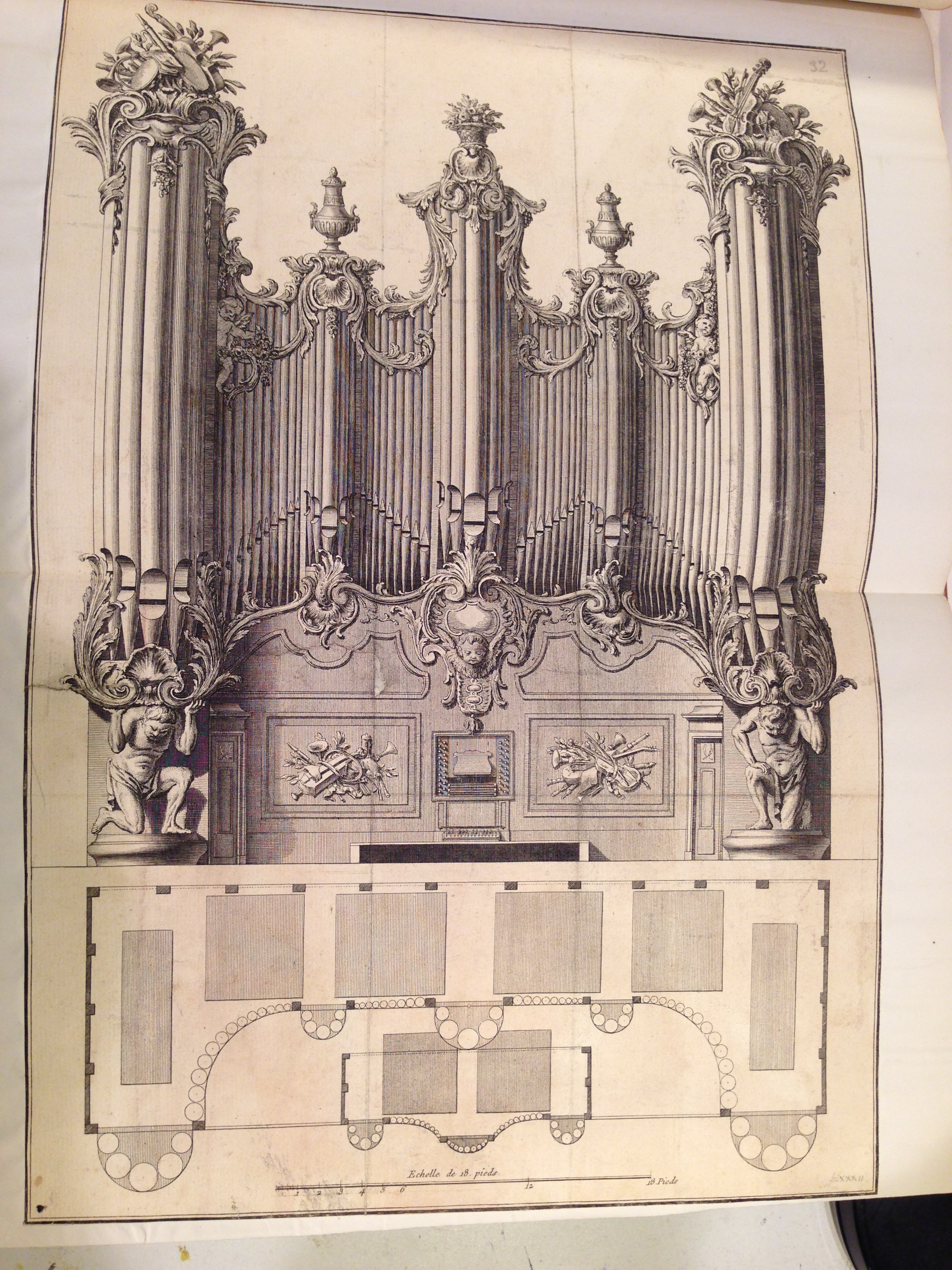

Bild från boken L'art du facteur d'orgues.